# Alain Gomis
Alain Gomis (Parigi, 6 marzo 1972) è un regista francese.

## Biografia
Alain Gomis nasce in Francia nel 1972 da padre senegalese e madre francese.
Svolge studi di storia dell'arte e si diploma successivamente in cinema. Inizia il suo tirocinio realizzando una serie di reportage sulla vita dei giovani immigrati in Francia; esordisce alla regia con alcuni cortometraggi, tra cui si impone Tourbillons, che gli vale importanti segnalazioni al Festival international du court métrage de Clermont-Ferrand e al festival di New York.
Nel 2002 realizza il suo primo lungometraggio, L'afrance, premiato a Locarno con il Pardo per la Miglior Opera Prima e Premio del Pubblico al Festival del cinema africano, d'Asia e America Latina di Milano. Aujourd'hui viene presentato nel concorso ufficiale del Festival di Berlino 2012.

## Filmografia
- Caramels et chocolats (1996)
- Tout le mond peut se tromper (1998)
- Tourbillons (1999)
- L'afrance (2001)
- Petite Lumière (2003)
- Ahmed (2006)
- Andalucia (2006)
- Aujourd'hui (2012)
- Félicité (2017)